# José Bustamante
José Bustamante (ur. 1907, zm. ?) – boliwijski piłkarz grający na pozycji napastnika.

## Kariera klubowa
Podczas kariery piłkarskiej reprezentował barwy Club Lítoral.

## Kariera reprezentacyjna
José Bustamante grał w reprezentacji Boliwii w latach dwudziestych i trzydziestych. W 1926 uczestniczył w Copa América 1926. Boliwia zajęła na tym turnieju ostatnie, piąte miejsce a Bustamante wystąpił we wszystkich czterech meczach. Rok później ponownie grał na Copa América 1927. Boliwia zajęła czwarte, ostatnie miejsce a José Bustamante zagrał we wszystkich trzech meczach. W przegranym 2-3 meczu z Peru strzelił obie bramki dla Boliwii. Te bramki zapewniły mu tytuł wicekróla strzelców tej imprezy.
W 1930 roku José Bustamante uczestniczył w mistrzostwach świata 1930. Na Mundialu zagrał w obu meczach z Brazylią i Jugosławią.